# فلورين نانو
فلورين نانو (بالرومانية: Florin Nanu)‏ هو لاعب كرة قدم روماني في مركز الوسط، ولد في 9 أغسطس 1983 في لوغوج في رومانيا. لعب مع نادي أوتيلول ريشيتا ونادي ريبنسيا تيميشوارا.